# ويليام أولسون
ويليام أولسون هو شخصية أعمال وسياسي أمريكي، ولد في 11 أكتوبر 1873، وتوفي في 1 نوفمبر 1931. نشط حزبياً في الحزب الجمهوري. وقد انتخب عضو جمعية ولاية ويسكونسن ‏ وانتخب عضو مجلس ولاية ويسكونسن ‏.